# Muides-sur-Loire
Muides-sur-Loire là một commune thuộc tỉnh Loir-et-Cher trong vùng Centre-Val de Loire miền trung nước Pháp.